# 187 Lockdown
187 Lockdown jsou dva britští hudební producenti a remixéři stylu UK Garage (Speed Garage, 2Step). Členy tohoto uskupení jsou Danny Harrison a Julian Jonah. Za svou kariéru vyprodukovali pouze jedno eponymní album a několik singlů. Vystupují pod pseudonymy Nu-Birth a C-Ken.

## Diskografie

### Alba
- 187

### Singly
- „Gunman“
- „Kung-Fu“
- „The Don“
- „All 'N' All“